# Кукловод (фильм, 2018)
«Кукловод» (англ. He's Out There; дословно — «Он там») — фильм ужасов режиссёра Куинна Лэшера. Премьера состоялась на кинофестивале в Лондоне 26 августа 2018 года. В России фильм вышел 25 октября 2018 года.

## Сюжет
Молодая женщина Лаура, состоящая в счастливом браке и успевшая завести с любимым супругом двух дочерей – Кайлу и Мэдди. На выходные семья собирается поехать к дому у озера в хвойных лесах. Глава семейства слишком занят, чтобы вместе с близкими поехать на озеро, но обещает приехать туда позднее, когда закончит свои дела. Лаура с детьми устремляется навстречу тихим и спокойным выходным. Главная героиня принимается за обустройство домика, а девочки прогуливаются по двору. Заметив нитку ведущую в лес, девочки уходят по ней. Однако они успевают вернуться домой к ужину. Вскоре после прогулки одну из дочерей начинает тошнить, и выясняется, что девочки во время прогулки набрели на накрытый стол с пирожными. Но семья и не представляет, с чем ещё столкнется в эту ночь.

## В ролях
| Актёр            | Роль                 |
| ---------------- | -------------------- |
| Ивонн Страховски | Лаура                |
| Анна Пнёвски     | Кайла                |
| Эбигейл Пнёвски  | Мэдди                |
| Джастин Брюнинг  | Шон                  |
| Райан Макдональд | Джон/Человек в маске |
| Джулиан Бэйли    | Оуэн                 |

## Производство
1 марта 2016 года Screen Gems наняли Денниса Илиадиса снять фильм ужасов по сценарию Майка Сканнеллы, который будет выпущен Брайаном Бертино и Адриенном Биддлом из Unbroken Pictures.
Съёмки фильма начались 29 июля 2016 года в регионе Лаврентиды Монреаль, Квебек, Канада.

## Релиз
Изначально права на распространение фильма принадлежали Screen Gems. Однако сняв фильм, он был позже приобретён Vertical Entertainment. В США премьера состоялась 14 сентября 2018 года.
В России распространением фильма занимается MEGOGO. Премьера состоялась 25 октября 2018 года.